# Septsigilla tongbiguan
Espèce
Septsigilla tongbiguan est une espèce d'araignées aranéomorphes de la famille des Miturgidae.

## Distribution
Cette espèce est endémique du Yunnan en Chine,. Elle se rencontre dans les xians de Xian de Yingjiang et de Longling.

## Description
Le mâle holotype mesure 6,52 mm et la femelle paratype 6,56 mm.

## Systématique et taxinomie
Cette espèce a été décrite par Zhang et Zhang en 2025.

## Publication originale
- Zhang, Yu, Zuo & Zhang, 2025 : « Description of a new genus, Septsigilla gen. nov., with two new species from China (Araneae: Miturgidae: Systariinae). » Zootaxa, no 5666(1), p. 125-135.